# Kolstadsjön
Kolstadsjön är en sjö i Mjölby kommun i Östergötland och ingår i Motala ströms huvudavrinningsområde. Sjön har en area på 0,0649 kvadratkilometer och ligger 119,9 meter över havet.

## Delavrinningsområde
Kolstadsjön ingår i det delavrinningsområde (646398-145992) som SMHI kallar för Namn saknas. Medelhöjden är 133 meter över havet och ytan är 58,13 kvadratkilometer. Räknas de 173 avrinningsområdena uppströms in blir den ackumulerade arean 2 425,98 kvadratkilometer. Svartån som avvattnar avrinningsområdet har biflödesordning 2, vilket innebär att vattnet flödar genom totalt 2 vattendrag innan det når havet efter 118 kilometer. Avrinningsområdet består mestadels av skog (50 procent), öppen mark (12 procent) och jordbruk (29 procent). Avrinningsområdet har 0,11 kvadratkilometer vattenytor vilket ger det en sjöprocent på 0,2 procent. Bebyggelsen i området täcker en yta av 3,54 kvadratkilometer eller 6 procent av avrinningsområdet.